# Deseret News
Deseret News es una empresa publicitaria con sede en Salt Lake City, Utah. Es la publicación en funcionamiento continuo más antigua del oeste americano. Sus productos multiplataforma presentan periodismo y comentarios en los campos de la política, cultura, vida familiar, fe, deportes y entretenimiento. y es publicado por Deseret News Publishing Company, una subsidiaria de Deseret Management Corporation, propiedad de la Iglesia de Jesucristo de los Santos de los Últimos Días . El nombre de la empresa proviene del área geográfica de Deseret identificada por los pioneros mormones del territorio de Utah, y gran parte de los informes de la publicación tienen su origen en esa región y con base en la iglesia y su teología.
El 1 de enero de 2021, la publicación de Deseret News cambió de un formato impreso diario a uno semanal mientras continúa publicando diariamente en su sitio web y en la aplicación móvil Deseret News. A partir de 2022, las ediciones impresas semanales de Deseret News incluyen Local Edition y Church News. Deseret News publica 10 ediciones de Deseret Magazine por año.
La perspectiva editorial de Deseret News generalmente se describe como de centro a centro-derecha.

## Historia

### 1800

#### La prensa
El 31 de marzo de 1847, la iglesia SUD con sede en Winter Quarters, Nebraska, por medio del Quórum de los Doce Apóstoles autorizó a William W. Phelps a ir al este y adquirir una imprenta para llevarla al futuro asentamiento mormón en la Gran Cuenca.: 3–4  Phelps dejó Winter Quarters en mayo y fue a Boston a través del antiguo asentamiento mormón de Nauvoo, Illinois. En Boston, con la ayuda de William I. Appleby, el presidente de la Misión de los Estados del Este de la Iglesia, y uno de sus fieles Alexander Badlam, Phelps pudo adquirir una prensa manual tipo Ramage de hierro forjado, y otros equipos necesarios. Phelps regresó a Winter Quarters el 12 de noviembre de 1847 con la nueva prensa. : 11–12 Debido en parte a su tamaño y peso, la prensa y el equipo no se llevarían a Salt Lake City sino hasta 1849. Para ese entonces, muchos de los pioneros mormones habían dejado Winter Quarters y la prensa tuvo que ser trasladado temporalmente al lado opuesto del río Misuri a otro asentamiento mormón temporal ubicado en Kanesville, Iowa.: 16  En abril de 1849, la prensa y otras propiedades de la iglesia fueron cargadas en carretas tiradas por bueyes y viajaron con la compañía de Howard Egan utilizando el ya marcado Mormon Trail. : 17 La compañía de carretas, con la prensa, llegó al Valle del Lago Salado el 7 de agosto de 1849.
Al llegar a Salt Lake City, la prensa se colocó en un pequeño edificio de adobe (a un costado del Hotel Utah) que también sirvió como acuñación de monedas para los colonos. La imprenta se utilizó al principio para imprimir los documentos necesarios (como leyes, registros y formularios) utilizados para establecer el Estado provisional de Deseret .: 368–368 

#### Primer número
El primer número de Deseret News se publicó el 15 de junio de 1850 y contenía ocho páginas. Este primer número incluía el prospecto del periódico, escrito por el editor Willard Richards, junto con noticias del Congreso de los Estados Unidos y un informe sobre el incendio de la Nochebuena de San Francisco en 1849; un evento que había ocurrido seis meses antes. Debido a que estaba destinado a ser la voz del estado de Deseret, se llamó Deseret News y su lema era "Verdad y libertad". Al principio, era una publicación semanal los días sábados y se publicaba en forma de folleto con la expectativa de que los lectores tuvieran los artículos encuadernados en volúmenes. La tarifa de suscripción fue de $2.50 por seis meses.

#### Papel
Desde sus comienzos, la escasez de papel fue un problema para el personal de Deseret News. A partir del número que fue publicado el 19 de octubre de 1850, solo cuatro meses después de la primera publicación, el periódico tuvo que reducirse a una publicación quincenal.: 53  Aun así, muchas veces durante los años 1850 hubo varios períodos en los que Deseret News no pudo publicar números por escaséz de papel; uno de esos períodos duró tres meses sin publicaciones durante el otoño de 1851. : 54–55 
Thomas Howard, un inmigrante mormón de Inglaterra y fabricante de papel, ofreció a Brigham Young el uso de maquinaria, originalmente destinada a producir azúcar, para hacer su propio papel; Young estuvo de acuerdo con el plan. Los editores pidieron a todos que donaran papel y tela viejos a la empresa. En el verano de 1854 se publicaron los primeros números del Deseret News en "papel casero" grueso y de color grisáceo.: 56–57 
Aún con la escasez de papel, ocasionalmente se publicaría un extra del Deseret News, en casos de noticias importantes o un sermón de algún líder restauracionista que no podía esperar a la fecha de publicación regular.: 73 

#### Guerra de utah
Durante la Guerra de Utah, las prensas y el equipo del Deseret News se trasladaron a las regiones centrales del sur del estado. Mientras las fuerzas armadas de los Estados Unidos acampaban en las afueras del estado en Fort Bridger, se asignó a George Q. Cannon para que llevara algunas prensas y equipos a Fillmore, mientras que Henry McEwan llevaría el resto a Parowan . El 5 de mayo de 1858 apareció el primer número de News con Fillmore City como lugar de publicación; los números continuarían imprimiéndose tanto en Fillmore como en Parowan hasta septiembre de 1858: 89–90 Mientras estuvo en Fillmore, la prensa se mantuvo en el sótano del Capitolio Territorial de Utah. Ese otoño, las prensas fueron devueltas a Salt Lake City y colocadas en la Casa del Consejo, lo que permitió que Deseret News comenzara a operar normalmente. Los soldados que habían marchado a Utah durante la guerra permanecerían en el recién construido Camp Floyd. Su necesidad de un periódico, uno que no fuera publicado por la Iglesia SUD, fue satisfecha con Valley Tan de Kirk Anderson, el segundo periódico del área (y primer competidor de Deseret News); publicado el 6 de noviembre de 1858. : 98 

#### Retos y cambios
La llegada del Pony Express a Utah en 1860 traería cambios al periódico, lo que permitiría que las noticias del Este llegaran al Territorio mucho más rápido. Aun así, el periódico siguió siendo un semanario, y los extras de noticias se publicaron con más frecuencia y se renombró temporalmente como The Pony Dispatch .
Los problemas con el papel seguían afectando a los editores; el papel era muy caro de transportar desde California o el este, y los intentos de fabricar papel en el valle seguían siendo, en su mayor parte, inútiles. En 1860 se compró una máquina para fabricar papel y se instaló en la fábrica de azúcar Deseret Manufacturing Company, pero la falta de materiales disponibles significó una continua falta de papel. Como resultado, Brigham Young llamó a George Goddard a una misión de recolección de trapos. Goddard viajó por el territorio recolectando trapos que luego se convertirían en papel, y pudo suministrar lo suficiente para mantener la producción del Deseret News.: 124–125  Otros problemas, como el hielo y la sequía en el arroyo, que sale de Parley's Canyon, que hizo funcionar la fábrica de papel, provocaron que el periódico tuviera breves lapsos de publicación. : 125 
En octubre de 1861 las líneas del Primer Telégrafo Transcontinental se encontraron en Salt Lake City, lo que hizo obsoleto al Pony Express y trajo noticias al Territorio casi al instante. Los extras de News, ahora a veces llamados despachos telegráficos, se imprimían con aún más frecuencia.

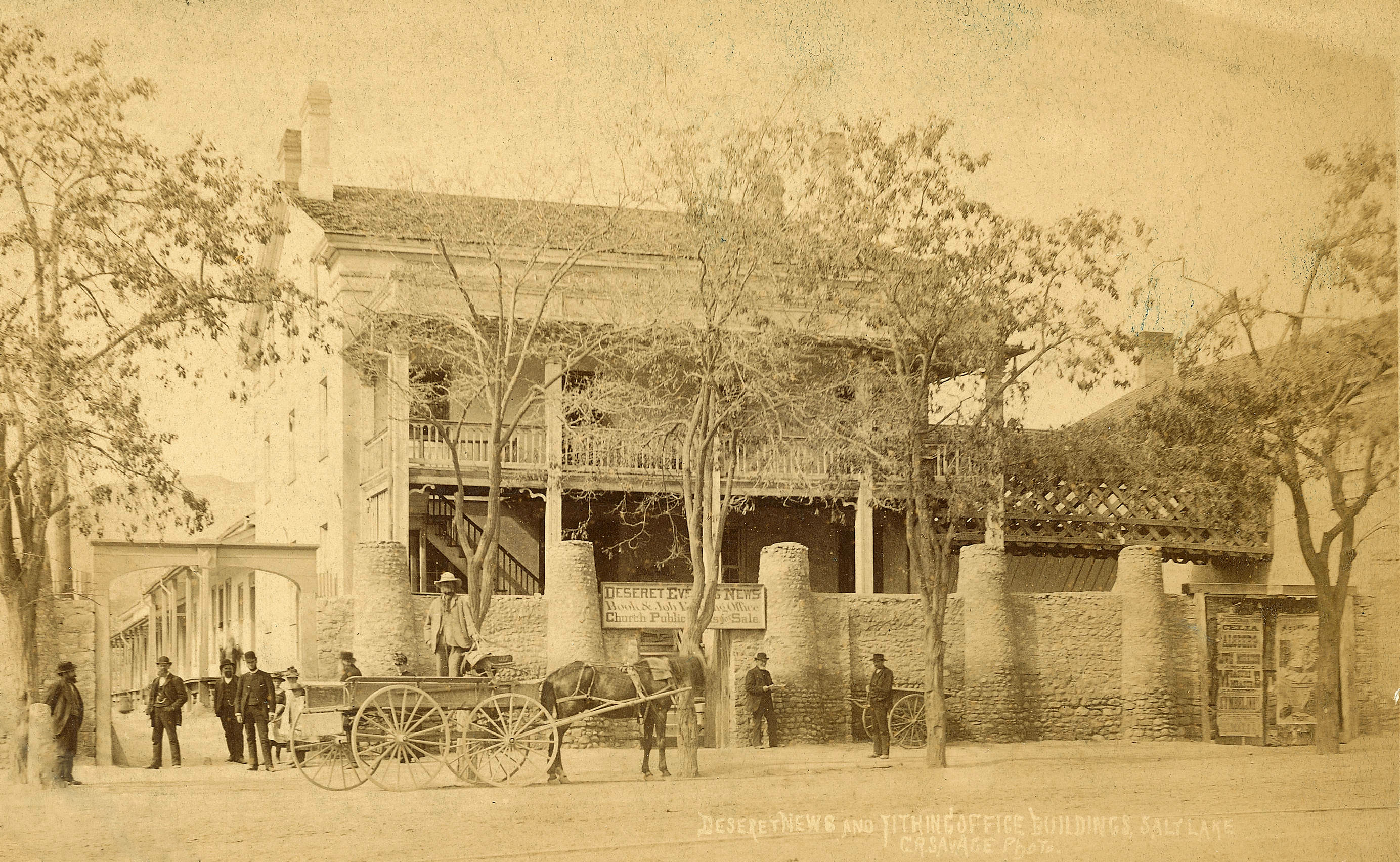
The Deseret Store, sede de Deseret News de 1851 a 1854 y de 1862 a 1903

En marzo de 1862, News y su personal se mudaron de la Casa del Consejo a la Tienda Deseret,: 125  y en 1864 llegó una imprenta a vapor que se colocó en el sótano del edificio. : 126 La tipología escenográfica se bajaba desde las oficinas de la planta superior del edificio hasta la planta sótano, a través de huecos en cada planta. Más tarde se construyó una adición al este de este edificio y las prensas se trasladaron a ese edificio. : 181 
El 8 de octubre de 1865, News lanzó su edición quincenal, esto permitió que las noticias salieran más rápidamente y permitió más anuncios. La edición semanal continuaría y contenía gran parte del mismo contenido que la quincenal, pero los editoriales eran diferentes.: 141 
En noviembre de 1867, George Q. Cannon se convirtió en el editor, y el 21 de ese mes, el Deseret News publicó su primera edición diaria, que se imprimía por la noche, y como tal se llamó The Deseret Evening News.: 146  La mayor parte de lo que se publicaba en la edición diaria, también se publicaba en el semanario y quincenal, ya que el diario estaba destinado a los lectores de la ciudad y el semanario y quincenal a los que vivían en las zonas más rurales del territorio. : 150  Hasta diciembre de 1898, las tres ediciones (semanal, bisemanal y diaria) se publicaron al mismo tiempo. : 171 
En 1870, se imprimió por primera vez el Mormon Tribune, más tarde llamado The Salt Lake Tribune, agregando un nuevo periódico rival en el área de Salt Lake. Desde su fundación, Tribune y Deseret News a menudo se han visto envueltos en "batallas periodísticas", momentos en los que no podían ponerse de acuerdo en nada, ni siquiera en temas seculares. Durante estas batallas, a menudo se ha llamado a las noticias abuela, abuelita o el órgano de mano mormón.: 196 
Desde su primera publicación, Deseret News había sido propiedad directa de la Iglesia SUD, pero a medida que aumentaron las preocupaciones sobre la confiscación de propiedades debido a la Ley Morrill Anti-Bigamia y la Ley de Polonia, la propiedad del periódico se transfirió a The Deseret News Company luego de su incorporación el 3 de septiembre., 1880.: 183  Casi al mismo tiempo, Deseret News comenzó a buscar un lugar para construir una nueva fábrica de papel, ya que la planta de papel de Sugar House era inadecuada. Se construyó una nueva planta de granito cerca de la desembocadura del Big Cottonwood Canyon, 13 millas al sur de las oficinas del periódico. La fábrica comenzó a producir papel en abril de 1883 y se conocía como Cottonwood Paper Mill. Deseret News vendería la fábrica de papel en 1892 a Granite Paper Mills Company. : 199–200  El molino se incendió y fue destruido el 1 de abril de 1893.

#### Cambio de propiedad
El 1 de octubre de 1892, The Deseret News Company arrendó News junto con toda la impresión, encuadernación y comercialización de la empresa a la familia Cannon . En ese momento, la familia operaba la librería George Q. Cannon & Sons en el centro de Salt Lake City. Cuando comenzó el contrato de arrendamiento, la familia formó Deseret News Printing Company, que sería el arrendatario, mientras que The Deseret News Company seguiría siendo una entidad legal como arrendador. Dos hijos del exeditor de Deseret News, George Q. Cannon, desempeñarían papeles destacados durante este período, con John Q. Cannon como editor y Abraham H. Cannon como director comercial.: 207–208  El arrendamiento se había producido debido a problemas financieros y la familia Cannon esperaba que el negocio fuera rentable. Esto no sucedió y los activos y la propiedad del periódico se transfirieron nuevamente a The Deseret News Company el 7 de septiembre de 1898; después de casi seis años bajo el control de la familia Cannon. Deseret News Publishing Company creado por la familia Cannon, se disolvió después de que finalizó el contrato de arrendamiento y, a los pocos meses, The Deseret News Company también se disolvió y la propiedad del periódico se devolvió directamente a la Iglesia SUD.: 225–226 
Cuando la Iglesia SUD recuperó el control directo sobre Deseret News, Horace G. Whitney fue nombrado gerente comercial y Charles W. Penrose regresó como editor. Inmediatamente se suspendió la edición semanal del periódico, The Deseret Weekly; su último número se publicó el 10 de diciembre de 1898.: 230–231 

### 1900

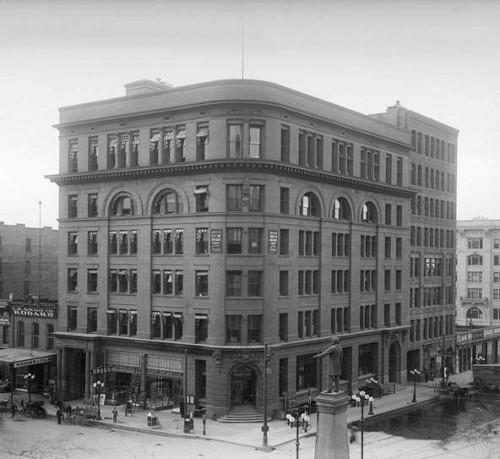
The Deseret News and Union Pacific Building, sede del News de 1903 a 1926

El 1 de octubre de 1900, la librería George Q. Cannon & Sons se vendió a la Iglesia SUD y se le cambió el nombre a Librería Deseret News. En 1920, la librería "Deseret Sunday School Union" también se consolidó en la Librería Deseret News y, finalmente, la librería se convertiría en su propia empresa, Deseret Book .